# Love Kicks...
Love Kicks... è un EP di Kylee Saunders, della quale costituisce il debutto.
Pubblicato il 4 marzo 2009, si tratta dell'unico album di Kylee pubblicato da RX-Records.

## Lista tracce
Testi e musiche di Kylee Saunders.
1. S.A.U. – 3:16
2. You Get Me – 3:26
3. THAT ONE – 4:59
4. Not For You – 3:40
5. Empty Handed – 4:19
6. Wherever You Are Tonight – 4:22

## Formazione
- Kylee Saunders – voce
- Chris Vazquez – chitarra solista
- Jin Joo Lee – chitarra ritmica
- Troy Laureta – tastiere
- Bana Haffar – basso
- Patrick Jarrett – batteria